# セテルモエン
セテルモエン（Setermoen）は、ノルウェーのトロムス県にあるバルドゥ自治体の行政の中心地である。バルドゥエルバ川沿いに位置し、シェーベガン村の約25km東、Bardufossの約25km南にある。
地方議会は1999年にセテルモエンを市として宣言した。しかし、自治体の住民は5,000人未満であったため、政府はこれを拒否した。面積は3k㎡の村には、2,464人(2017)が住み、人口密度は821人/k㎡である 。

## 位置
セテルモエンはバルドゥエルヴァ川沿いにあり、バルドゥダレン渓谷の真ん中にあるセテルヴァトネ湖のほとりにある。アンドセルブ・バルドゥフォス空港の23km南、ハーシュタの75km東である。欧州自動車道路E6は、セテルモエンの中心部を通る。バルドゥ教会とセテルモエン軍事キャンプがある。

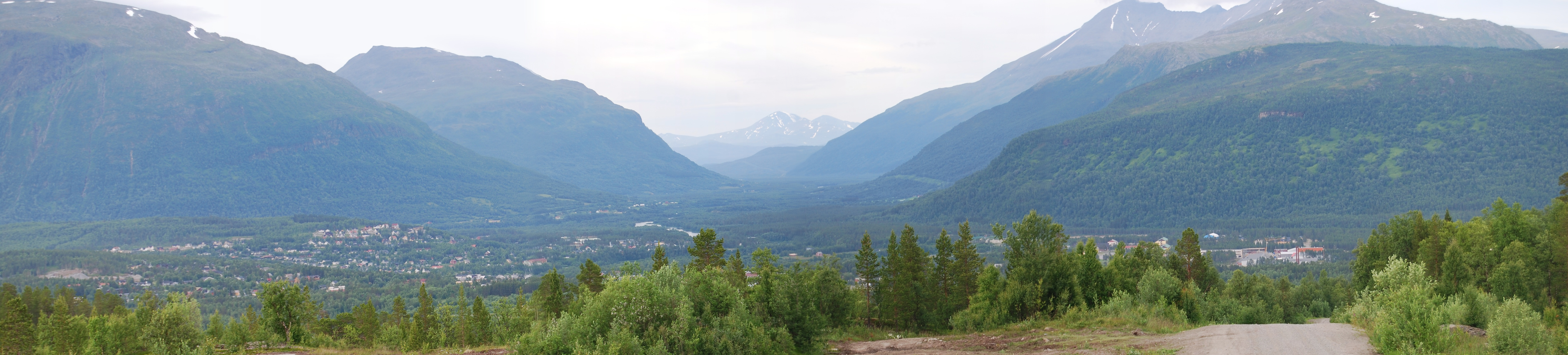
セテルモエンは山と谷の間に位置する。

## セテルモエン・キャンプ
山の中間部にあり、軍事的に好ましい立地であるため、1898年にセテルモエン・キャンプが設立された。これは今日のノルウェーで最も古い軍のキャンプの1つである。
合計で約1,000人の兵士と500人の将校がここに駐屯している、ノルウェー最大の駐屯地である。
2007年、冷戦の終結とノルウェー軍の近代化のため、政府はセテルモエンで大規模な改修プログラムを実施した。主要な建物と兵舎のほとんどが建て替えられ、プロジェクトの費用は約10億krに上った 。